# Francis Amunategui
Pour les articles homonymes, voir Amunategui.
 (novembre 2014).
Si vous disposez d'ouvrages ou d'articles de référence ou si vous connaissez des sites web de qualité traitant du thème abordé ici, merci de compléter l'article en donnant les références utiles à sa vérifiabilité et en les liant à la section « Notes et références ».
Francis Amunategui est un journaliste et écrivain français né le 19 mai 1898 à Santiago-du-Chili et décédé le 23 août 1972 à Paris 7e.

## Biographie
Francis Amunategui est né le 19 mai 1898 à Santiago-du-Chili. La famille est originaire d’un petit village du Pays basque, Busturia, province de la Biscaye qui est connu pour son excellent petit vin blanc, le Txakoli, encore produit par des descendants  sous le nom d’Amunategi (en basque gi se prononce gui). On retrouve des traces de la famille à partir de 1520 avec un certain Domingo. Un de ses descendants, Domingo encore, émigre au Chili et s’établit dans la ville de Chillian, en 1778. Le grand-père de Francis Amunategui était Miguel Luis Amunategui Aldunate (1828-1888), historien et homme politique fameux, trois fois ministre. En 1877, en tant que Ministre de l’éducation, il signe un décret célèbre qui permet aux femmes chiliennes de faire des études universitaires. Un de ses fils, Manuel, sera avocat puis diplomate. En tant que tel il sera nommé Consul général à Paris en 1905, puis Ministre plénipotentiaire et Envoyé extraordinaire du Chili en France en 1931.
Son fils unique, Francis, arrive donc à l’âge de 7 ans en France et fait toutes ses études au Lycée Janson-de-Sailly. Il veut se consacrer à l’écriture mais ses parents exigent d’abord des études plus sérieuses: ce sera le diplôme d’ingénieur de l’École nationale des ponts et chaussées de Paris (1922). À la fin de la guerre de 1914-1918, de nationalité chilienne, il est engagé volontaire dans l’armée américaine. Pendant ses études aux Ponts et Chaussées, il est nommé délégué du Chili auprès de  diverses commissions techniques de la Société des Nations dont celle des communications et du transit. En avril 1921 il est nommé Secrétaire général des Tribunaux arbitraux mixtes franco/autrichien, franco/bulgare, grec/autrichien et grec/bulgare (jusqu’en 1932, date de conclusion de leurs travaux). Ces tribunaux avaient été créés par le Traité de Versailles, mettant fin à la Première Guerre mondiale. 
Dès le début des années 1920 il mène de front plusieurs activités: il termine ses études d’ingénieur, travaille  aux Tribunaux arbitraux mixtes comme Secrétaire général et à la légation du Chili comme secrétaire privé de son père (discours, rapports, etc.). Mais le  journalisme et la littérature l’attirent de plus en plus. Deux poèmes en prose sont publiés, en octobre et décembre 1916, dans la revue de poésie La Presqu’ile. Il crée avec des amis la Revue nouvelle en 1924. Il fait aussi partie du comité de rédaction de La Vie réelle. Dans ces deux revues littéraires il publie des nouvelles et des chroniques (livres, cinéma …). Il écrit aussi des articles pour divers journaux et périodiques chiliens. Il traduit deux livres importants d’Eugenio d’Ors sur Cézanne et Picasso. 
Au début de la Deuxième Guerre mondiale, attaché de presse de la Légation du Chili et journaliste, il suit le gouvernement à Vichy. Il fait alors des allers et retours à Genève pour envoyer  des articles, très critiques vis-à-vis de l’Allemagne, destinés à la presse sud-américaine. Ces activités lui vaudront l’avertissement du gouvernement français de quitter le territoire à la suite du franchissement par les Allemands de la ligne de démarcation. Ces derniers le recherchent en raison de la tendance de ses articles. Il se réfugie avec sa famille, tout d’abord, au Portugal et puis en Espagne où il reprend le métier d’ingénieur. Dès la libération de Paris il repart pour la France.
En fait, bien que de nationalité chilienne, il se considérait plutôt français ou plus précisément parisien. En exil en Espagne, le gouvernement chilien lui avait proposé de rentrer au Chili ou encore d’être nommé dans une ambassade en Amérique centrale. La réponse fut un non catégorique. Il était persuadé que les Nazis seraient vaincus et qu’il pourrait rentrer bientôt à Paris. Il sera naturalisé français en 1955.
À Paris comme journaliste il rejoint  les Émissions vers l’Etranger à la R.T.F. En 1948 il est nommé Chef de la Section des Émissions pour l’Amérique latine. En 1945 et 1946 il publie un récit et un roman : L’Ange de la Mort (sous le pseudonyme de François Martin) sur les camps et prisons d’Espagne pendant la dernière guerre et A quelle heure couche-t-on les vieillards ?, livre à tendances populistes sur la vie dans un hospice.
En même temps la gastronomie l’attire et le retient. À la fin des années 1940 il crée, dans l’hebdomadaire Aux Écoutes, une rubrique gastronomique intitulée « Dans mon assiette », signée F.A., qui deviendra vite célèbre. Il y consigne chaque semaine son inlassable prospection des bons restaurants. C’est quasiment la seule chronique gastronomique  de l’époque, avant les Gault et Millau. Quand le journal paraît les restaurants sont assaillis par les lecteurs de sa rubrique. Il écrit aussi des variations gastronomiques chaque semaine pour « Sud-Ouest-Dimanche » de Bordeaux. Il y célèbre des plats comme l’andouillette, le pot-au-feu, le gigot, le beurre blanc, la truite au bleu, la pôchouse, les macarons de Nancy, etc., qu’il accompagne de recettes dont la plus insolite est certainement celle des pieds d’éléphant braisés. Il en fera trois livres : l’Art des mets, le Plaisir des mets et Gastronomiquement vôtre.
Dans la revue Les œuvres Libres il racontera ses dîners imaginaires en compagnie de Don Juan, du baron de Charlus ou de Marguerite Gautier. Dans La Revue des Deux Mondes ce sera ses étranges rencontres avec le portier du Palazzo Ducale de Mantoue, le marchand de soda sur le toit de la cathédrale de Milan, les petites Euménides d’Olympie, le gardien de l’Aurige, la religieuse des Météores, Œdipe à Colone ou encore l’aveugle de l’Acropole.
Il publiera aussi un livre sur le Pays basque dont il vante non seulement les paysages et l'architecture typique mais aussi le peuple aux origines mystérieuses. En 1970 ce sera le tour d’un beau livre d’art « Joies de la gastronomie – La cuisine aux étoiles » dans lequel il parcourt la France gastronomique avec ses vins, ses spécialités, ses restaurants « étoilés » par le guide Michelin de l’époque, le tout complété par des recettes inédites et de nombreuses illustrations. L’année suivante ce livre fera l’objet d’une publication américaine sous le titre de Master Pieces of French Cuisine. Enfin il faut citer, entre autres, un petit guide qui eut beaucoup de succès puisqu’il fit l’objet d’au moins six éditions annuelles : 52 week-ends autour de Paris dans lequel il propose, pour chaque fin de semaine, un restaurant et une excursion touristique autour de ce lieu.
Il a été l’initiateur et, pendant de nombreuses années, le président de l’A.A.A.A.A. (Association amicale des amateurs d'andouillette authentique) dont l’objectif était (et est encore) de décerner un diplôme pour les meilleures andouillettes aux restaurants ou aux charcutiers qui le méritent.  Il était Grand-Officier de la Confrérie des Chevaliers du Tastevin et membre de la très fermée « Académie des Psychologues du Goût ». Il a reçu le Grand Prix de littérature gastronomique de la Confrérie des Chevaliers du Tastevin (qui consistait en cent bouteilles de grands Bourgognes) et le Grand Prix littéraire du « Club des Cent ». 
Il est nommé Chevalier de l’Ordre de la Légion d’honneur en 1926 et promu Officier en 1950. Il est aussi Officier de l’Ordre du Mérite agricole (1969). Il a été pendant de nombreuses années Syndic de l’Association de la Presse étrangère à Paris. 
Après sa mort et pour l’honorer, l'Association professionnelle des chroniqueurs et informateurs de la gastronomie et du vin a donné son nom à un prix afin de récompenser un chroniqueur de la gastronomie. Depuis 1978 ce prix a été attribué à divers journalistes (Figaro, Auto-Journal, Tribune de Genève, Europe no 1, Figaro Magazine, Express, Journal du Dimanche, Parisien, etc.).
Enfin un comédien, Gérard Chailloux, enthousiasmé par les textes de l’Art des mets, les adapta dans une pièce de théâtre du même nom qui fut créée au Théâtre des Arts de Cergy-Pontoise en 1998 et qui partit ensuite en tournée en France, en particulier au festival d’Avignon et en Suisse.

## Œuvres
- Un obus sur la ville (Société d’Éditions, 1918)
- L’ange de la mort   (Jean Vigneau Éditions, 1945)
- À quelle heure couche-t-on les vieillards ?  (Jean Vigneau Éditions, 1946)
- Guide gastronomique  (Aux Écoutes, 1953)
- L’Art des mets ou Traité des plaisirs de la table (Librairie Arthème Fayard, 1959)
- Le Plaisir des mets (Au Fil d’Ariane, 1964)
- Le Pays basque (Éditions Sun, 1966)
- Gastronomiquement vôtre, l’art d’accommoder les bêtes (Solar, 1971)
- Joies de la gastronomie – La Cuisine aux Étoiles (Réalités/Hachette, 1970)
- Masterpieces of French Cuisine (MacDonald &Co., 1971, édition américaine du précédent)
- Grand Hôtel des Neiges (La Répara, 2012)
- 52 Week-ends autour de Paris (Albin Michel, 1963, 1968, 1969, 1970, 1971, 1973)
- Nouvelles et autres récits dans les revues littéraires suivantes : La Presqu’île (1916), La Revue Nouvelle (1925-1931), La Vie Réelle (1937-1938), Les œuvres Libres (1959), La Revue des Deux Mondes (1959)